# Licencja MIT
Licencja MIT (Licencja X11) – jedna z najprostszych i najbardziej liberalnych licencji otwartego oprogramowania. Daje użytkownikom nieograniczone prawo do używania, kopiowania, modyfikowania i rozpowszechniania (w tym sprzedaży) oryginalnego lub zmodyfikowanego programu w postaci binarnej lub źródłowej. Jedynym wymaganiem jest, by we wszystkich wersjach zachowano warunki licencyjne i informacje o autorze.
Według statystyk serwisu GitHub z 2015 roku, licencja MIT jest najczęściej używaną licencją wśród oprogramowania utrzymywanego w tym serwisie.

## Powiązane licencje
Oryginalna licencja BSD zawierała klauzulę wymagającą załączenia informacji o autorach i treści licencji we wszystkich materiałach reklamowych. Ta klauzula (w późniejszych wersjach usunięta) jest nadal obecna w zmodyfikowanej licencji MIT używanej przez XFree86.
Licencja typu NCSA Open Source/University of Illinois (UIUC) łączy w sobie założenia licencji MIT oraz BSD. Fragmenty dotyczące zezwoleń i wyłączenia odpowiedzialności pochodzą z licencji MIT.
Licencja ISC zawiera podobieństwa do licencji MIT, a także do uproszczonej licencji BSD, przy czym największą różnicą jest to, że słownictwo uznane za niepotrzebne przez Konwencję Berneńską zostało pominięte.